# Wilhelminakerk (Rotterdam)

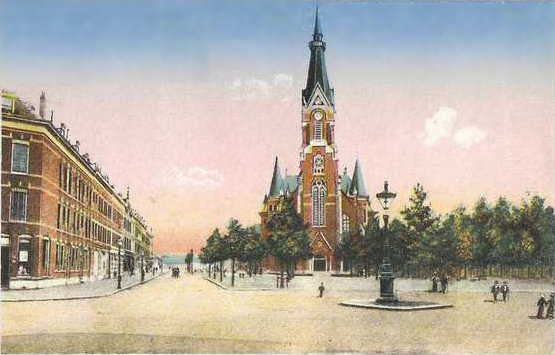
De Wilhelminakerk aan de Oranjeboomstraat op een oude ansichtkaart

De Wilhelminakerk was een protestantse kerk in Rotterdam. 

## Geschiedenis
De kerk werd opgericht als nieuwe wijkkerk van de toenmalige zelfstandige "Nederduitsch Hervormde Gemeente", afgesplitst van de Hervormde Gemeente IJsselmonde. Evenals de Koninginnekerk in Rotterdam kon deze kerk gebouwd worden dankzij een gift van de gezusters Van Dam. De inwijding volgde op 27 november 1898. 
De kerk kreeg in de naoorlogse jaren grote bekendheid door de orgelconcerten van de bekende organist en dirigent Feike Asma. Als gevolg van teruglopend kerkbezoek werd de kerk in 1972 echter buiten gebruik gesteld. In het jaar daarna werd de kerk gesloopt.
Een groot deel van de pijpen uit het orgel zijn aangekocht door de Hervormde Gemeente Veenendaal en hergebruikt voor het orgel van de Oude Kerk te Veenendaal.
Zowel de Koninginnekerk als de Wilhelminakerk beschikten over 1.600 zitplaatsen.

## Architectuur
Het was een forse zaalkerk op centraliserende plattegrond met uitgebouwde, driezijdig gesloten apsis en fronttoren, geflankeerd door twee lagere traptorens. De apsis werd uitwendig geaccentueerd door topgevels en een eenvoudige dakruiter. Het interieur was voorzien van galerijen en werd gedomineerd door een forse vrijstaande kansel in het koor. Het gebouw was een belangrijk voorbeeld van stilistische vernieuwing in de protestantse kerkbouw van omstreeks 1900, voortkomend uit het eclecticisme, tevens belangrijk werk uit het oeuvre van B. Hooykaas Jr.

## Literatuur

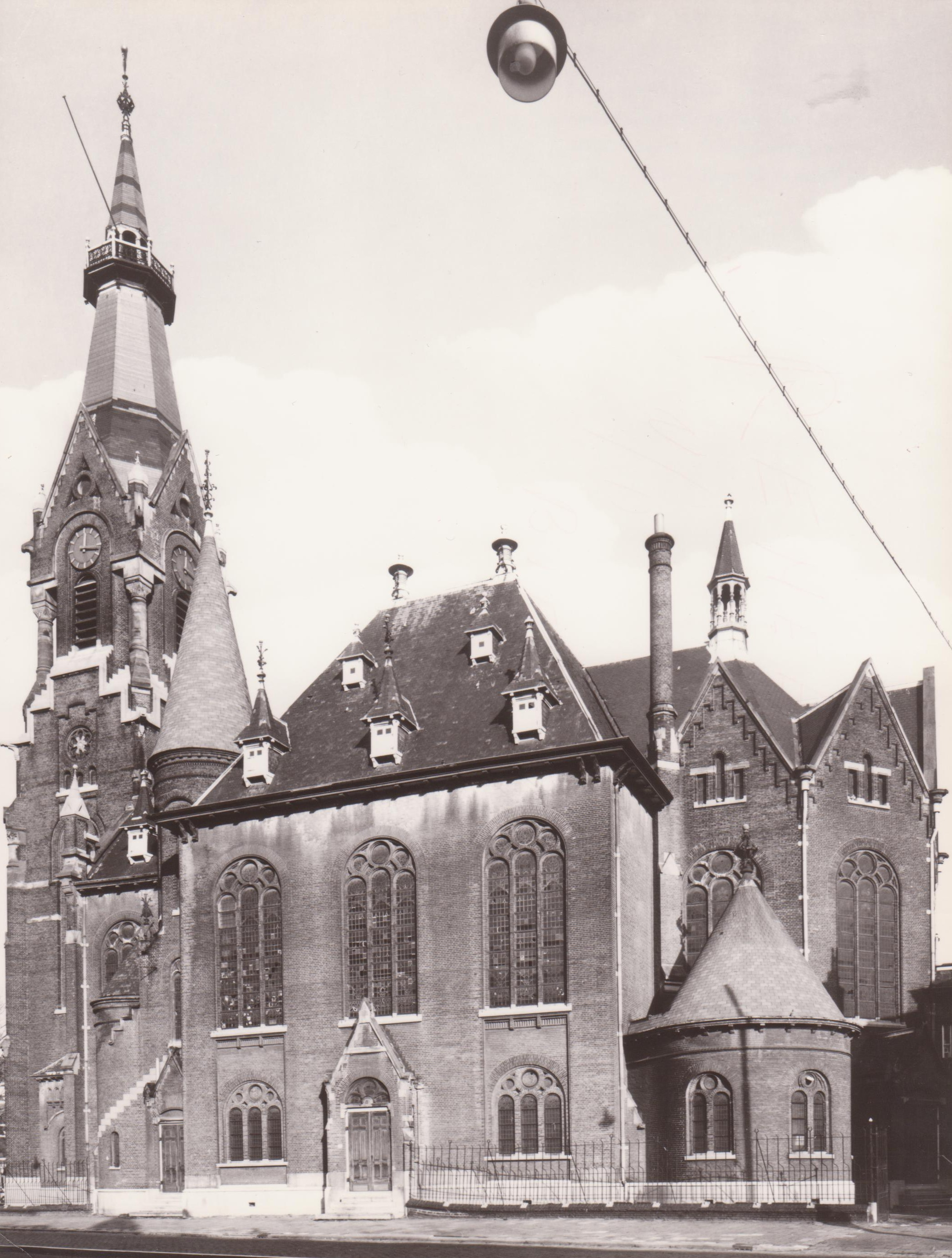
De kerk in 1973.